# Theridiosoma fasciatum
Theridiosoma fasciatum är en spindelart som beskrevs av Thomas Workman 1896. Theridiosoma fasciatum ingår i släktet Theridiosoma och familjen strålspindlar. Inga underarter finns listade i Catalogue of Life.